# Station Alna
Station Alna  (Noors: Alna holdeplass) is een halte in Alnabru, een buitenwijk in het noordoosteen van Oslo. De halte kreeg de naam van het eerdere Station Alnabru dat in 1971 werd gesloopt. Dat station stond iets verder naar het zuiden en moest plaats maken voor het centrale rangeerterrein van Oslo. Bij het rangeerterrein is een nieuw stationsgebouw gebouwd.
De halte in Alna ligt aan Hovedbanen en wordt bediend door lijn L1, de lokale lijn die pendelt tussen Spikkestad en Lillestrøm.